# Alianța Națională a Organizațiilor Studențești din România
Alianța Națională a Organizațiilor Studențești din România (ANOSR) este federația națională studențească din România reprezentativă la nivel național și internațional, ce reunește 125 organizații studențești din 19 centre universitare, respectiv 31 de universități din România. Federația activează de 24 de ani, reprezentând vocea studenților din România. Membrii ANOSR sunt organizații studențești, cu personalitate juridică proprie, care se aliniază la principiile ANOSR. În activitatea sa, ANOSR este guvernată de valori și principii pe care le promovează în mod constant. 
ANOSR este membru cu drepturi depline al European Students' Union (ESU) și European Council of Doctoral Candidates and Junior Researchers (EURODOC), dar și membru fondator al Consiliului Tineretului din România, federația națională recunoscută european care reprezintă tinerii din România.

## Scop
Scopul principal al ANOSR este de a reprezenta interesele comune ale studenților din România, de a apăra și promova drepturile și obligațiile studenților și de a stimula participarea acestora la actul educațional și la viața socială, economică și culturală.

## Principii
1. Principiul democrației;
2. Principiul libertății;
3. Principiul legitimității;
4. Principiul reprezentativității;
5. Principiul deschiderii;
6. Principiul transparenței;
7. Principiul independenței;
8. Principiul non-partizanatului;
9. Principiul legalității;
10. Principiul competenței unitatea;
11. Principiul non-violenței;
12. Principiul continuității.

## Istoric
ANOSR își are rădăcinile în mișcările sociale studențești din toamna anului 1995, când liderii studenților au resimțit lipsa unei coordonări centrale și eficiente. Astfel, la 30 martie 1999, la Timișoara, cu ocazia Săptămânii Internaționale Studențești, are loc Adunarea Generală de Constituire, la care au participat 24 de organizații studențești din întreaga țară. ANOSR și-a dobândit personalitatea juridică în 8 martie 2000, printr-o decizie a Curții Supreme de Justiție, în contextul unei evidente opoziții a guvernului din acea vreme. Devine, astfel, prima federație națională studențească din România.
Organizațiile membre ANOSR realizează demersuri generice pentru mișcarea studențească din România încă din anul 1990. În componența ANOSR se regăsesc 112 organizații studențești din cele mai importante universități din România, reprezentând peste 500.000 de studenți.
Centrele universitare în care ANOSR are organizații membre sunt:
1. Alba Iulia;
2. Arad;
3. Baia Mare;
4. Brașov;
5. București;
6. Cluj-Napoca;
7. Constanța;
8. Craiova;
9. Galați;
10. Hunedoara;
11. Iași;
12. Oradea;
13. Petroșani;
14. Pitești;
15. Ploiești;
16. Sibiu;
17. Suceava;
18. Târgu Mureș;
19. Timișoara.

În relația cu organizațiile membre, ANOSR se bazează pe principiile transparenței și non-partizanatului, facilitând accesul oricărei structuri studențești reprezentative și non-partizane la inițiativele sale. De asemenea, ANOSR sprijină implicarea lor în procesul decizional la toate nivelurile.

## Structura
Adunarea Generală este forul suprem, cu rol deliberativ, format din totalitatea membrilor cu drept de vot ai ANOSR și îndeplinește atribuții ce sunt de competența sa, în vederea bunei funcționări a ANOSR.
Biroul de Conducere este structura de administrare a ANOSR, compus din 13 persoane, cu atribuții distincte, alese de către Adunarea Generală, după cum urmează:
- Președinte - Sergiu COVACI
- Secretar General
- 11 Vicepreședinți:

1. Vicepreședinte Executiv: Octavian-Ioan SAUCIUC
2. Vicepreședinți Educațional - 4 posturi: Andi-Nicolae ALUPEI, Ioana SPOIALĂ, Antonio-Cristian STAN;
3. Vicepreședinte Relații Interne
4. Vicepreședinte Dezvoltare Organizațională - 2 posturi: Robert-Alexandru BARANOV;
5. Vicepreședinte Relații Internaționale: Daciana-Georgiana POP;
6. Vicepreședinte Relații Publice: Ioana-Andreea SAMSON;
7. Vicepreședinte Proiecte: Bianca MIRICĂ.

Tot în cadrul federației există cinci comisii de sprijin, gestionate de către un vicepreședintele aferent domeniilor de activitate:
1. Comisia Educațională (EDU), gestionată de un Vicepreședinte Educațional;
2. Comisia Relații Publice (CRP), gestionată de Vicepreședintele Relații Publice;
3. Comisia pentru Proiecte și Dezvoltare (CPD), gestionată de Vicepreședintele Executiv.

## Activitatea pe plan național
ANOSR se implică în dezvoltarea politicilor educaționale și de tineret la nivel național, formulând și susținând poziția studenților și oferind organizațiilor membre sprijin în implementarea eficientă a acestor politici la nivel local. ANOSR este partener de dialog social al Ministerului Educației și al Ministerul Tineretului și Sportului.  
ANOSR colaborează cu structurile din mediul privat, sindicate, mass-media, dar și cu autoritățile locale pentru a promova interesele studenților. Totodată, federația susține și se implică în proiectele organizațiilor membre, fiind o resursă în implementarea acestora.
Pozițiile ANOSR, analizele și revendicările noastre se regăsesc în Secțiunea publicații și Secțiunea poziții de pe site-ul federației sau pe pagina principală – www.anosr.ro

## Activitatea pe plan internațional
ANOSR este afiliată la ESU - European Students' Union (Organizația Europeană a Studenților), fiind, începând cu 2002, unica organizație națională studențească din România membră cu drepturi depline la nivel european. De asemenea, ANOSR a participat la Summitul Cooperării Globale a Studenților, primul eveniment ce a reunit liderii studenților din întreaga lume și în urma căruia s-au pus bazele cooperării studenților la nivel mondial. Astfel, ANOSR reușește să transmită la nivel internațional prioritățile studenților din România, asigurându-se că ele sunt incluse în strategiile europene ale studenților. În anul 2012, ANOSR a fost gazda Adunării Generale a ESU - cel mai important eveniment studențesc de pe continent, cu 300 de reprezentanți ai studenților din toată Europa reuniți la București, iar în 2015 ANOSR a fost din nou gazda aceluiași eveniment la Cluj-Napoca. În 2019, ANOSR a găzduit, la Timișoara, European Students’ Convention 37, întâlnire a ESU la care au participat 100 de studenți din 40 de țări. 
De-a lungul anilor, ANOSR a avut numeroși lideri ai studenților din România aleși în conducerea federației europene, inclusiv într-un caz în calitatea de președinte ESU, dovedind legitimitatea vocii studenților români la nivel internațional.
Din iulie 2021, ANOSR este și membru EURODOC - European Council of Doctoral Candidates and Junior Researchers, fiind singura federație din România care face parte din această structură. EURODOC este o federație care pledează, în principal, pentru doctoranzi și tineri cercetători, având misiunea de a aduce un impact pozitiv în spațiul european.

## Proiecte

### Proiecte interne

#### We are Next
Programul „Next” reprezintă o serie de opt sesiuni de formare în arii profesionale diverse, cu scopul sprijinirii organizațiilor ANOSR prin pregătirea și formarea membrilor acestora în domeniile respective. Programul reunește anual aproximativ 100 de participanți la fiecare sesiune de formare, însumând astfel un total de peste 800 de tineri pe care federația îi formează. 
Programul își propune pregătirea participanților în următoarele arii:
- NEXT JR - dezvoltă abilitățile de leadership și management organizațional;

- NEXT HR - dezvoltă calitățile de gestionare a muncii în echipă și de valorificare a potențialului maxim al tuturor membrilor organizației;

- NEXT FR I - dezvoltă abilitățile de negociere și atragere de fonduri ale membrilor organizațiilor studențești;
- NEXT FR II - dezvoltă abilitățile de scriere de proiecte ale membrilor organizațiilor studențești;

- NEXT PR - dezvoltă capacitatea de comunicare externă și internă a organizațiilor studențești;

- NEXT EDU - dezvoltă abilitățile și tehnicile de advocacy și negociere;
- NEXT LEADER - pregătește liderii organizațiilor membre pentru a genera schimbare pozitivă la nivel local și național.
- NEXT PM&UVE - dezvoltarea abilităților în domeniul project management-ului, management pentru un proiect tip UVE și al managementul de echipă

___

#### Student Dojo
Student Dojo e un proiect format din două sesiuni de formare în domeniul reprezentării studențești. Proiectul își propune să formeze studenți care să se implice activ în viețile comunităților universitare și care să își asume calitatea de reprezentanți ai colegilor lor. Astfel, studenții au șansa de a cunoaște și înțelege mecanismele de funcționare ale sistemului de învățământ superior românesc, constatând care sunt problemele actuale ale studenților, identificând mijloacele prin care pot contribui la rezolvarea acestora. De asemenea, în urma acestor sesiuni de formare, participanții își vor dezvolta abilitățile de comunicare, de negociere, de mediere a situațiilor conflictuale din mediul universitar, abilități ce îi vor ajuta să susțină și să apere drepturile și interesele studenților.
Sesiunile au caracter practic, fiind realizate împreună cu reprezentanții universităților la nivel local, iar la nivel național, împreună cu Ministerul Educației (ME), Parlamentul României, Consiliul Național al Rectorilor (CNR) și Agenția Română de Asigurare a Calității în Învățământul Superior (ARACIS).
Proiectul are două etape:
1. O serie de 5 sesiuni regionale de formare în domeniul reprezentării studențești, derulate în paralel în diferite zone ale țării;
2. Sesiunea națională de formare în domeniul reprezentării studențești, derulată la București.

___

#### Forumul Organizațiilor Studențești din România (FOSR)
Forumul Organizațiilor Studențești din România este evenimentul care, începând cu anul 2006, reunește anual liderii studenților din întreaga țară. Timp de peste o săptămână, studenți din toată țara se adună într-un centru universitar din țară pentru a consolida relațiile dintre organizațiile studențești și, implicit, membrii acestora. În cadrul evenimentului au loc atât dezbateri și ateliere pe teme educaționale, privind în special îmbunătățirea vieții studențești sub toate aspectele sale, cât și ateliere de formare pe diverse domenii, ce au scopul de a sprijinii activitatea organizațiilor studențești. În cadrul FOSR se stabilesc, de asemenea, prioritățile federației pentru următorul an. 
Edițiile precedente au avut loc la:
- Timișoara (2006, 2013, 2015, 2019, 2022)
- Baia Mare (2007, 2018, 2021)
- Iași (2008)
- Cluj-Napoca (2009, 2012, 2014, 2017)
- București (2010)
- Galați (2011, 2016)

___

### Proiecte externe

#### Gala Profesorul Bologna (GPB)
Gala Profesorului Bologna este proiectul prin care studenții din România au ocazia să-și exprime recunoștința și aprecierea pentru cadrele didactice universitare care reușesc să îi inspire. În cadrul acestuia, studenți din centrele universitare sunt instruiți privind criteriile învățământului centrat pe student și discută restul calităților necesare Profesor Bologna. Conceptul a fost introdus de ANOSR în 2007, ca subiect al proiectului Gala Profesorului Bologna. De-a lungul edițiilor desfășurate până în prezent, au fost premiați peste 1000 de Profesori Bologna, aceștia constituind Comunitatea Profesorilor Bologna, un grup al exemplelor de bună practică din universitățile românești. Titlul de „Profesor Bologna” este cu atât mai semnificativ, cu cât acesta vine exclusiv din partea studenților, cei care nominalizează și evaluează performanța didactică a profesorilor lor.
___

#### Universități de Vară pentru Elevi (UVE)
Universitățile de Vară pentru Elevi, inițiativă ANOSR dezvoltată alături de Consiliul Național al Elevilor și organizațiile membre, reprezintă cel mai amplu program național de promovare a unei alegeri informate și corecte a studiilor universitare de către elevii din România, propunându-și reducerea abandonului universitar cauzat de lipsa orientării corespunzătoare în carieră. Participanții au posibilitatea să descopere mediul universitar, simulând, practic, viața de student timp de mai multe zile (între 5 și 15 zile, în funcție de ediție). Astfel, organizațiile studențești membre ANOSR, în parteneriat cu universitățile, pregătesc pentru elevii participanți cursuri introductive, sesiuni de examene, competiții, evenimente culturale, sesiuni de formare sau de divertisment, proiectul sprijinind din plin procesul de orientare în carieră a viitorilor studenți. 
În contextul pandemiei de SARS-CoV-2, pentru siguranța participanților și organizatorilor, unele universități de vară au fost mutate în mediul online, iar altele au fost anulate.

## Campanii marca ANOSR
- 6 pentru educatie, organizat în noiembrie 2013, prin care ANOSR, alături de aproape 10000 de studenți din întreaga țară, a  protestat, militând pentru importanța finanțării sistemului educațional.

- Viitorul implică studenți, organizat în septembrie 2016, prin care ANOSR a solicitat tuturor candidaților la alegerile parlamentare din acel an și tuturor partidelor politice parlamentare din România să își asume cele 15 priorități ale studenților și să le includă în programele lor ca priorități în sfera învățământului superior.

- Casă, nu doar cămin, organizat în septembrie 2017, prin care ANOSR a solicitat Guvernului României creșterea semnificativă a fondului alocat în vederea acordării subvenției pentru cămine și cantine.

- Centenar prin educație a marcat începutul anului universitar 2018-2019 și a avut în vedere 3 direcții: dezbateri privind noul proiect de Lege a Educației Naționale, programul „Primul student în familie” și perpetuarea identității naționale prin cultură.

- coRector, organizat în toamna anului 2019, în contextul în care în anul universitar 2019-2020 au avut loc alegeri pentru ocuparea funcției de rector în instituțiile de învățământ superior, prin această campanie solicitându-se candidaților la poziția de rector asumarea a 17 deziderate ce reprezintă nevoile studenților.

- Nu te izola de educație, organizat în primăvara anului 2020, luând în considerare contextul dificil determinat de riscul de răspândire a infecției cu virusul SARS-CoV-2 și măsurile luate la nivel național, printre care se număra suspendarea activităților didactice din învățământul superior pe perioada stării de urgență, ANOSR a cerut ca dreptul la educație să fie în continuare respectat prin măsuri punctuale.

- Educația la guvernare, organizat în noiembrie 2020, prin care ANOSR a solicitat partidelor politice să demonstreze fără  echivoc prin planurile de guvernare și prin angajamentele luate că vor acționa ferm pentru a produce schimbări pozitive majore în învățământul superior. Astfel, ANOSR a propus obiective concrete în 8 domenii fundamentale ale educației. Dintre acestea, accentul a căzut pe  o serie de 10 priorități majore ale studenților, de natură să corijeze deficiențele încă prezente în sistemul educațional românesc și să genereze îmbunătățiri consistente în mediul universitar.
- Fă și tu legea, organizat în vara anului 2022, prin care federația a urmărit îmbunătățirea proiectului noii legi a învățământului superior, prin implicarea directă a beneficiarilor săi, studenții, în procesul de elaborare a acesteia, astfel încât să ajungă la o formă care consolidează un sistem de învățământ superior de calitate. În cadrul acestui demers, ANOSR a prezentat amendamentele sale, precum și problemele identificate în proiectul de lege.

## Realizări ANOSR
1. Adoptarea Codului drepturilor și obligațiilor studentului (Statutul Studentului) - prima inițiativă legislativă aparținând 100% studenților (2012);
2. Realizarea celui mai mare studiu național studențesc (20.000 de studenți - în anul 2011) și a petiției record „Studenți pentru viitorul României!” (peste 10.000 de semnături - în anul 2013);
3. Facilitarea primei mobilități interne a studenților;
4. Realizarea primelor dezbateri din România privind Calitatea în Educație și Procesul Bologna;
5. Campania 6% pentru educație (aproape 10.000 de studenți din întreaga țară au protestat în stradă, militând pentru importanța finanțării sistemului educațional);
6. Evaluarea cadrelor didactice de studenți obligatorie prin lege;
7. Principiul învățământului centrat pe student inclus în Legea educației naționale;
8. Contractele de studii nu se pot modifica în timpul anului;
9. Actele de studii (adeverințe, carnete, legitimații, diplome) se eliberează gratuit;
10. Universitățile trebuie să asigure locuri de practică pentru minim 30% din studenți;
11. Înființarea Centrelor de Consiliere și Orientare în Carieră în universități, consiliere vocațională și psihologică gratuită și minim 1 consilier la 2000 de studenți.
12. Cuantum minim al burselor la nivel național (700 de lei/lună, începând cu anul universitar 2021-2022);
13. Interdicția de a face profit sau de a colecta fond de rulment în căminele din România;
14. Interzicerea prin lege a implicării conducerii universității/cadrelor didactice în alegerea studenților reprezentanți și interzicerea criteriilor impuse de universități pentru a fi student reprezentant;
15. Reprezentarea studenților în Consiliul ARACIS, comisiile ARACIS, Comisia de Dialog Social MEC, comisiile de evaluare și asigurare a calității și de etică din universități;
16. Introducerea studentului în Consiliul de Administrație al universităților;
17. Introducerea de criterii de calitate (numărul de locuri de cazare în cămin, contribuția la fondul de burse) în finanțarea suplimentară a universităților;
18. Instituirea reducerii de 75% pentru studenți la muzee, concerte, evenimente și spectacole organizate de instituțiile publice;
19. Campania 6% pentru educație (aproape 10.000 de studenți din întreaga țară au protestat în stradă, militând pentru importanța finanțării sistemului educațional);
20. Creșterea alocației pentru bursele studențești, după o stagnare de mai mult de 6 ani, cu 191,3% în anul 2017 și acordarea acestora și pe perioada vacanțelor;
21. Obținerea gratuității la transportul feroviar intern pentru toți studenții înmatriculați la o formă de învățământ cu frecvență din România;
22. Creșterea subvenției cămine-cantine cu peste 50% în anul 2020, față de anul 2016;
23. Creșterea numărului total de locuri de tabără de la 6.000 la 10.000 (2018).
Publicațiile, rapoartele și analizele ANOSR se găsesc detaliat pe site-ul federației - aici. 
Pozițiile și politicile ANOSR se găsesc detaliat pe site-ul federației - aici. 

## Structuri în care ANOSR reprezintă studenții
1. Consiliul Agenției Române de Asigurare a Calității în Învățământul Superior (ARACIS)    
2. Plenul Consiliului Național pentru Finanțarea Învățământului Superior (CNFIS) – invitat permanent    
3. Comisia de Dialog Social a Ministerului Educației și Cercetării (CDS MEC)  
4. Consiliul de Etică și Management Universitar (CEMU)      
5. Consiliul Național pentru Tineret (CNPT)     
6. Grupul Național de Lucru pentru Dialogul UE cu Tinerii - MTS     
7. Consiliul Economic și Social (CES)  
8. Comitetul Național de Coordonare a Parteneriatul pentru Guvernare Deschisă în România (Open Government Partnership, OGP) 

## Afilieri ANOSR
1. Alianța pentru o Românie Curată  
2. Consiliul Tineretului din România (membru la rândul său în European Youth Forum și în World Assembly of Youth)    
3. Organizația Europeană a Studenților (ESU - European Students’ Union)  
4. Eurodoc (The European Council for Doctoral Candidates and Junior Researchers)